# Hallgrímur Pétursson
Hallgrímur Pétursson (Hólar, 1614 - Saurbær, 27 de octubre de 1674) fue un religioso luterano islandés y uno de los poetas más famosos de su país. Debido a sus contribuciones a la himnodia, es llamado en ocasiones "el Paul Gerhardt islandés". En su honor fueron nombradas dos iglesias: la Hallgrímskirkja de Reikiavik y la Hallgrímskirkja de Saurbær.

## Biografía
Hallgrímur nació en Hólar, donde su padre era campanero y su tío obispo. Siendo muy joven huyó de casa y abandonó Islandia en un barco de comerciantes hacia el continente. Trabajaba de herrero en la ciudad de Glückstadt (en ese entonces parte de Dinamarca) cuando su compatriota, el religioso Brynjólfur Sveinsson, de visita en la ciudad, lo escuchó hablar en islandés. Brynjólfur se compadeció del joven y lo ayudó para que entrase al seminario en la iglesia de Nuestra Señora, en Copenhague.
Durante su último año de estudios en Copenhague, Hallgrímur fue encomendado para educar a un grupo de islandeses que acababan de ser rescatados después de haber sido hechos prisioneros por piratas berberiscos. Entre ellos se encontraba una mujer casada, Guðríður Símonardóttir, dieciséis años mayor que Hallgrímur. Ambos iniciaron una relación y ella quedó embarazada. Sin haber terminado sus estudios, Hallgrímur regresó a Islandia con el grupo. Ahí, al enterarse Guðríður que su esposo había fallecido, se casó con Hallgrímur. Éste trabajó como peón durante algunos años.
Siete años después de su regreso a Islandia, fue ordenado sacerdote y nombrado párroco de Hvalsnes por Brynjólfur Sveinsson, su antiguo patrocinador en Dinamarca, quien ahora era obispo de Skálholt. Aunque Hallgrímur no había concluido sus estudios, demostró ser un experto predicador. En 1651 fue trasladado a la parroquia de Saurbær, en el Hvalfjörður, donde sirvió hasta 1674, cuando murió víctima de lepra.

## Obra
El trabajo más reconocido de Hallgrímur Pétursson son sus Salmos de la pasión (Passíusálmar , 1659), escritos en Saurbær una vez que había contraído la lepra. Es una colección de cincuenta himnos para ser cantados cada día laboral durante los cincuenta días de la Cuaresma. Cada himno tiene un título que denota a qué parte de la pasión de Cristo se refiere y una referencia a una melodía para ser cantada. Estos himnos alcanzaron gran popularidad en Islandia y han sido catalogados entre las máximas obras de la poesía religiosa mundial.
Escribió varias obras poéticas más, entre ellas una colección de rimas infantiles de corte moralista.